# 스탈린 건축

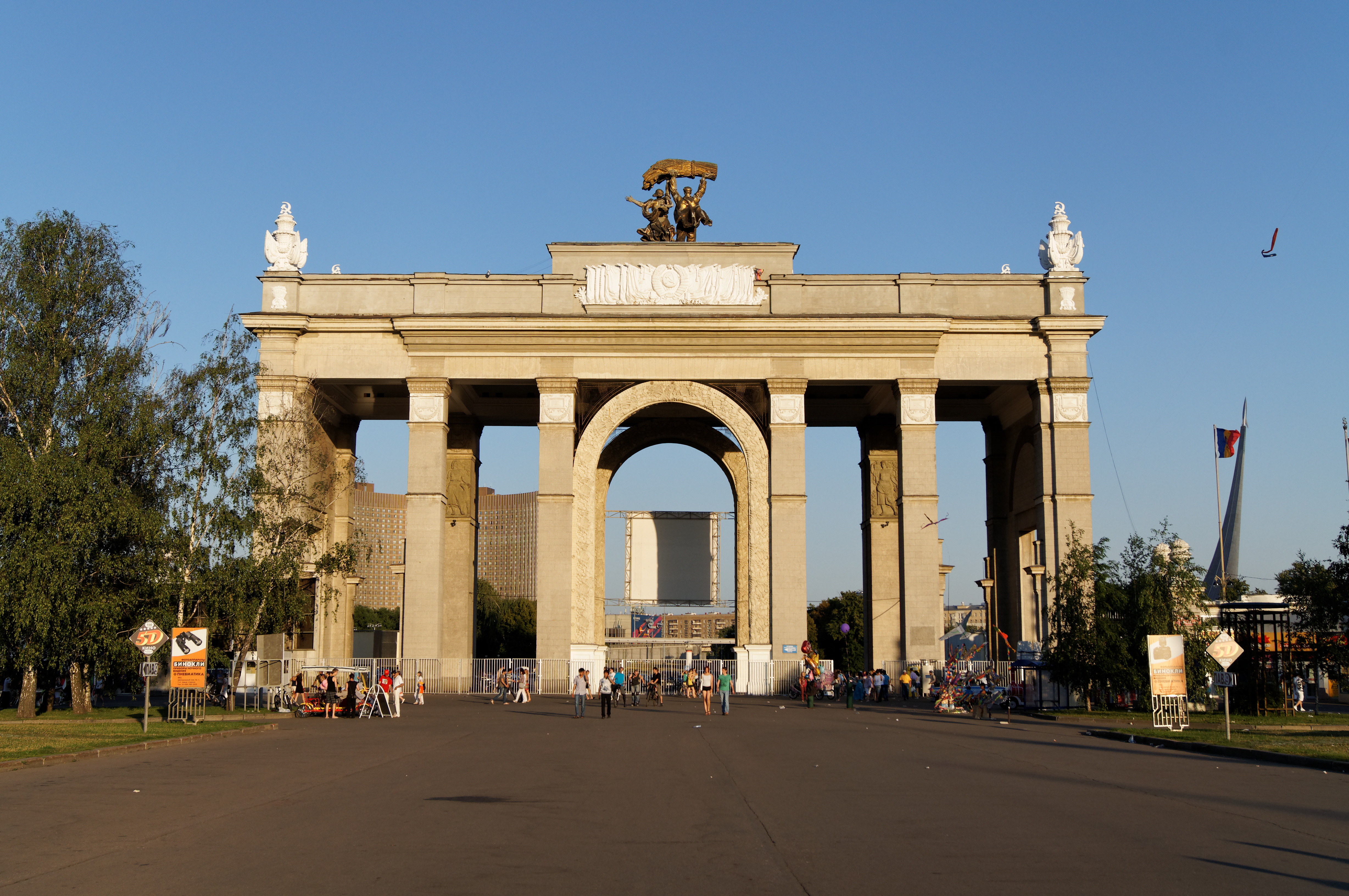
전 러시아 박람회장 입구

스탈린 건축은 이오시프 스탈린 정권 시대의 소련에서 많은 지어진 건축물의 양식 중 하나이다. 주로 소비에트 궁전의 최종 디자인이 굳어진 년인 1933년부터 소련 건축 아카데미가 폐지된 년인 1955년 사이에 지어졌다.
제2차 세계 대전 이후 소련의 대규모 건축, 특히 초고층 빌딩에서 많이 볼 수 있으며, 제2차 세계 대전 후 소련의 위성 국가가 된 동유럽 국가를 비롯한 공산주의 국가 건축에도 큰 영향을 주었으며, 현재도 옛 동독의 수도인 베를린과 폴란드의 바르샤바, 중국의 베이징, 조선민주주의인민공화국의 평양직할시, 몽골의 울란바토르 등에 스탈린 건축의 영향을 받은 건축물이 현존해 있다.